# Batsirét járás
Batsirét járás (mongol nyelven: Батширээт сум) Mongólia Hentij tartományának egyik járása. Területe 7380 km². Népessége kb. 2700 fő.
Székhelye, Eg (Эг) 186 km-re fekszik Öndörhán tartományi székhelytől.